# Jean Coralli

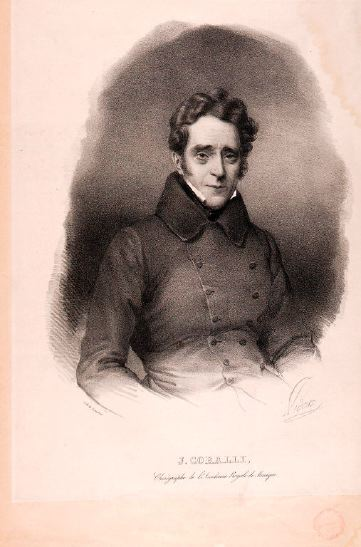
Jean Coralli

Jean Coralli Peracini (* 15. Januar 1779 in Paris; † 1. Mai 1854 ebenda) war ein französischer Tänzer und Ballettmeister italienischer Herkunft.
Coralli studierte an der Ballettschule der Pariser Oper und debütierte hier als Tänzer im Jahr 1802. Er wirkte dann als Tänzer und Choreograph in Wien, Mailand, Lissabon und Marseille. Ab 1825 war er Ballettmeister an der Théâtre de la Porte Saint-Martin, ab 1831 bis 1848 an der Pariser Oper.
Er arbeitete als Choreograph mit Tänzerinnen wie Fanny Elssler und Carlotta  Grisi. Grisi tanzte 1841 die Titelrolle in der Uraufführung von Adolphe Adams Ballett Giselle in der Choreographie von Coralli und Jules Perrot. Weiterhin choreographierte Coralli u. a. die Ballette La Tempête (1834), Le  Diable Boiteux (1836), La  Tarentule (1839) und La  Péri (1843).
Coralli war mit einer Solotänzerin des Wiener Kärntnertortheaters verheiratet. Ihr Sohn Eugène Coralli hatte Unterricht bei seinem Vater und wurde als Tänzer und Schauspieler bekannt.
| Personendaten    | Personendaten                               |
| ---------------- | ------------------------------------------- |
| NAME             | Coralli, Jean                               |
| ALTERNATIVNAMEN  | Coralli Peracini, Jean (vollständiger Name) |
| KURZBESCHREIBUNG | französischer Tänzer und Ballettmeister     |
| GEBURTSDATUM     | 15. Januar 1779                             |
| GEBURTSORT       | Paris                                       |
| STERBEDATUM      | 1. Mai 1854                                 |
| STERBEORT        | Paris                                       |